# Большая могера
Большая могера, или уссурийская могера (лат. Mogera robusta) — млекопитающее рода могер, семейства кротовых.
Один из самых крупных представителей кротовых — длина тела до 21 см, вес до 290—300 грамм. Окраска верха тела — коричнево-бурая, низ тела более светлый.
В отличие от европейского и сибирского кротов, имеющих небольшие глаза, у могеры глаза отсутствуют полностью.

## Образ жизни
Уссурийская могера обитает в широколиственных лесах (в основ предпочитая долины горных рек) с рыхлой почвой. Ведет подземный образ жизни. Ходы уссурийской могеры обычно располагаются на глубине до 10 см, лишь в участках с плотной землей роет более глубокие ходы с выбросом земли на поверхность и образованием кротовин. Питается дождевыми червями, личинками и взрослыми насекомыми.

## Распространение
Обитает в лесах Корейского полуострова, Северо-Восточного Китая, южной части Приморского края. На территории России, встречается в бассейнах рек Бикин, Уссури, Одарки, на западных склонах Сихотэ-Алиня.